# Gabriel (biskup Bani Suwajf)
Gabriel (ur. 13 grudnia 1963 w Mallawi) – duchowny Koptyjskiego Kościoła Ortodoksyjnego, od 2001 biskup Bani Suwajf.

## Życiorys
17 stycznia 1992 złożył śluby zakonne w monasterze Panny Marii. Święcenia kapłańskie przyjął 10 czerwca 1997. Sakrę biskupią otrzymał 3 czerwca 2001.